# Isla de Gargalo
Isla de Gargalo (en francés: Île de Gargalo; en corso: Isula di Gargali) es una isla que es parte de la reserva natural de Scandola, al sureste de la país europeo de Francia en la región de Córcega.
Su cumbre está dominada por una antigua torre genovesa. El faro está situado en el extremo oeste.
Se le conoce por los nombres de Gargalo, Gargali o Gargalu (dependiendo de la fuente del mapa).